# Eleccions legislatives franceses de 2002 a Iparralde
Les eleccions legislatives franceses de 2002 per renovar la composició de l'Assemblea Nacional es van celebrar entre els dies 9 i 16 de juny de 2002. Les dues dates corresponen a la primera volta per escollir els i les candidates (diumenge 9 de juny) i la segona volta (diumenge 16 de juny). Iparralde no és reconegut administrativament i, per tant, no compta amb circumscripcions electorals pròpies, són circumscripcions que parteixen del departament (els Pirineus Atlàntics). Així, els municipis s'engloben en la 4a, la 5a i la 6a circumscripció legislativa dels Pirineus Atlàntics. Als tres territoris històrics bascos que formen part de l'Estat francès els resultats foren els següents:

## Zuberoa
Primera volta (9 de juny)
La participació va ser del 69,85% i es van registrar un 2,72% de vots blancs i nuls.
| Candidat/a                  | Partit/s   | Vots  | Percentatge |
| --------------------------- | ---------- | ----- | ----------- |
| François Maitia (4ª)        | PS         | 2.187 | 24,05       |
| Louis Althape (4ª)          | UMP        | 2.150 | 23,65       |
| Jean Lassalle (4ª)          | UDF        | 1.803 | 19,83       |
| Louis Labadot (4ª)          | PCF        | 1.140 | 12,54       |
| Pierre Iralour (4ª)         | AB         | 647   | 7,12        |
| Jean-Jacques Cazaurang (4ª) | CPNT       | 404   | 4,44        |
| Lucien Gardoni (4ª)         | FN         | 252   | 2,77        |
| Roger Desport (4ª)          | DDC        | 133   | 1,46        |
| Genevieve Cuisset (4ª)      | Les Verts  | 110   | 1,21        |
| Pierre Etchepare (4ª)       | EAJ-PNB/EA | 88    | 0,97        |
| Francis Charpentier (4ª)    | LCR        | 79    | 0,87        |
| Berthe Ratsimba (4ª)        | LO         | 35    | 0,39        |
| Marcel Mignot (4ª)          | MPF        | 32    | 0,35        |
| Thierry Labaquère (4ª)      | MNR        | 18    | 0,20        |
| Maite Goyenetche (4ª)       | Batasuna   | 14    | 0,15        |

Segona volta (16 de juny)
La participació va ser del 69,16% i es van registrar un 2,82% de vots blancs i nuls.
| Candidat/a           | Partit/s | Vots  | Percentatge |
| -------------------- | -------- | ----- | ----------- |
| Jean Lassalle (4ª)   | UDF      | 5.233 | 57,78       |
| François Maitia (4ª) | PS       | 3.823 | 42,22       |